# Stauwehr Horkheim
Das Stauwehr Horkheim liegt bei Heilbronn-Horkheim. Die Wehranlage befindet sich getrennt von Schleuse, Hochwassersperrtor und Kraftwerk, die den Seitenkanal eingrenzen, zu Beginn des Neckar-Altarms. Das Stauwehr ist vom Rhein aus gesehen die 13. Anlage.

## Beschreibung
Die in den Wehrfeldern installierten zur Stauhaltung dienenden Verschlüsse haben eine Gesamthöhe von 7,60 m. Diese mittlerweile 80 Jahre alten genieteten Verschlüsse weisen großflächige Schäden des Korrosionsschutzes und zum Teil erhebliche Abrostungen auf. Des Weiteren entsprechen die zum Antrieb der Verschlüsse genutzten und noch aus der Bauzeit stammenden Stirnradgetriebe nicht mehr dem heutigen Stand der Technik. Die vier 4,50 m breiten Wehrpfeiler bestehen aus unbewehrtem Stampfbeton mit einer geringen Festigkeit und großem Porenvolumen, die zum Wasserdurchtritt und daraus folgenden Frostschäden neigen.

## Bauvorhaben und Bauzeit
Auf Grundlage des altersgemäßen Bauwerkszustands wurde 2008 durch die WSV (Wasserstraßen- und Schifffahrtsverwaltung des Bundes) beschlossen, eine Grundinstandsetzung des Wehrs vorzunehmen und dem Amt für Neckarausbau Heidelberg (ANH) die Planungshoheit bezüglich dieser Maßnahme zu übertragen. Die Grundinstandsetzung des Wehres sah deshalb in Einzelmaßnahmen den Ersatz der Wehrverschlüsse, Antriebe und Elektro- und Steuerungstechnik, sowie die in dem Rahmen notwendige Instandsetzung des Wehr – und Verbindungssteges vor. Des Weiteren wird der 80 Jahre alte Beton der  Wehrpfeiler ertüchtigt. Um einem Auftrieb der Wehrsohle entgegenzuwirken, erfolgt deren Sicherung durch den Einsatz von Ankern.
Der Baustart für die Grundinstandsetzung des Wehres Horkheim ist im Frühjahr 2012 erfolgt. Die Fertigstellung war für 2018 geplant.

## Nachweise
1. ↑  Wehranlage Horkheim, irs-stahlwasserbau.de, abgerufen am 1. Oktober 2023
2. ↑  Andreas Freitag; Rüdiger Englert; Matthias Schäfers: Wehr Horkheim am Neckar: Grundinstandsetzung, in: Stahlbau 89 (2020), H. 5.

| Flussaufwärts     | Querungen des Neckars | Flussabwärts    |
| Alte Neckarbrücke | Stauwehr Horkheim     | Rosenbergbrücke |

Koordinaten: 49° 5′ 56,2″ N, 9° 9′ 10,2″ O